# Erzsébetlak
Erzsébetlak (korábban Jalsócz, horvátul: Jalšovec) falu Horvátországban, Muraköz megyében. Közigazgatásilag Stridóvárhoz tartozik.

## Fekvése
Csáktornyától 18 km-re északnyugatra, községközpontjától, Stridóvártól 3 km-re északkeletre, a horvát-szlovén határ mellett fekszik.

## Története
A csáktornyai uradalom része volt. 1546-ban I. Ferdinánd király adományából a Zrínyieké lett. Miután Zrínyi Pétert 1671-ben felségárulás vádjával halálra ítélték és kivégezték, minden birtokát elkobozták, így a birtok a kincstáré lett.  III. Károly király 1719-ben a Muraközzel együtt szolgálatai jutalmául elajándékozta Althan Mihály János cseh nemesnek. 1791-ben gróf Festetics György vásárolta meg és ezután 132 évig a tolnai Festeticsek birtoka volt.
Vályi András szerint " JALSOVECZ. Horvát falu Szala Várm. földes Ura G. Álthán Uraság, lakosai katolikusok, fekszik Stridóhoz nem meszsze, és annak filiája, határja középszerű."
A településnek 1910-ben 225, túlnyomórészt horvát lakosa volt. A trianoni békeszerződésig Zala vármegye Csáktornyai járásához tartozott.

## Népesség
2001-ben 176 lakosa volt.

## Külső hivatkozások
- A Stridóvári turisztikai hivatal honlapja
- Stridóvár a Muraköz információs portálján